# Ле-Босе (Воклюз)
Ле-Босе́ (фр. Le Beaucet) — коммуна во французском департаменте Воклюз региона Прованс — Альпы — Лазурный Берег. Относится к кантону Перн-ле-Фонтен. 

## Географическое положение
Ле-Босе расположен в 25 км к востоку от Авиньона. Соседние коммуны: Сен-Дидье на севере, Венаск на северо-востоке, Ла-Рок-сюр-Перн и Веллерон на юго-западе, Перн-ле-Фонтен на северо-западе. 

## Демография
Население коммуны на 2010 год составляло 363 человека.
| 1962 | 1968 | 1975 | 1982 | 1990 | 1999 | 2010 |
| ---- | ---- | ---- | ---- | ---- | ---- | ---- |
| 82   | 84   | 103  | 187  | 280  | 352  | 363  |

## Достопримечательности
- Развалины замка XI—XII веков.
- Церковь Сент-Этьен, XII век.

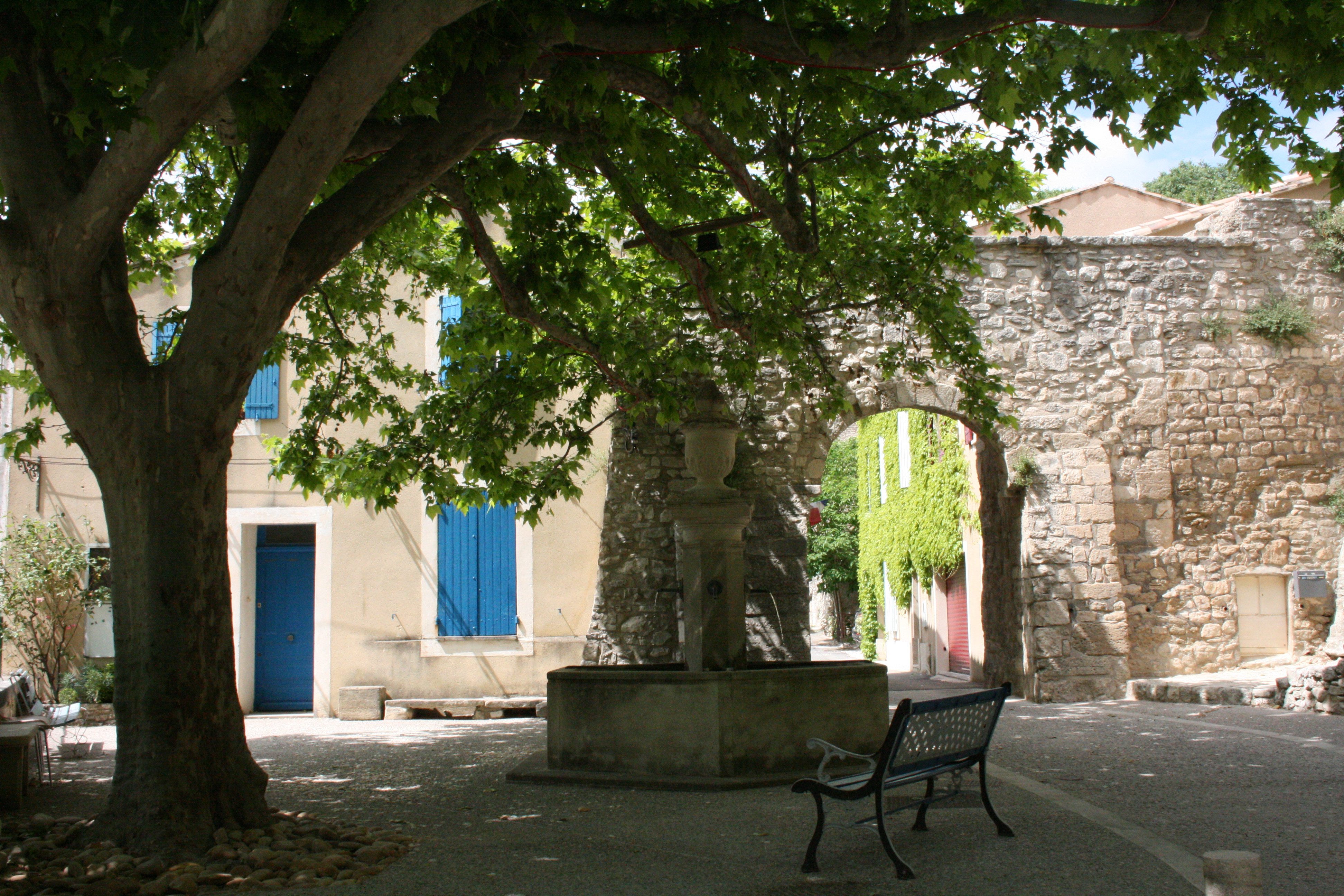
Плас-Кастель-Лу и старые ворота.

- Ворота бывших городских фортификационных укреплений, XIV век.
- Лавуар на площади Кастель-Лу.
- Статуя Святого Жана.